# 선둬
선둬(沈铎, 1997년 6월 9일 ~ )는 자유형을 주종목으로 하는 중국의 수영 선수이다. 2014년 인천 아시안 게임 여자 자유형 100m 결승 경기에서 54초37로 금메달을 확득했다.
2018년 자카르타·팔렘방 아시안게임에서 8월 24일 대한민국 수영 국가대표 김혜진을 보복 폭행 하였다.